# Phyllonycteris major
Phyllonycteris major era una especie de murciélago de la familia Phyllostomidae.

## Distribución geográfica
Fue endémica de Puerto Rico y es conocida sólo a partir de material esquelético subfósiles.